# Niuheliang

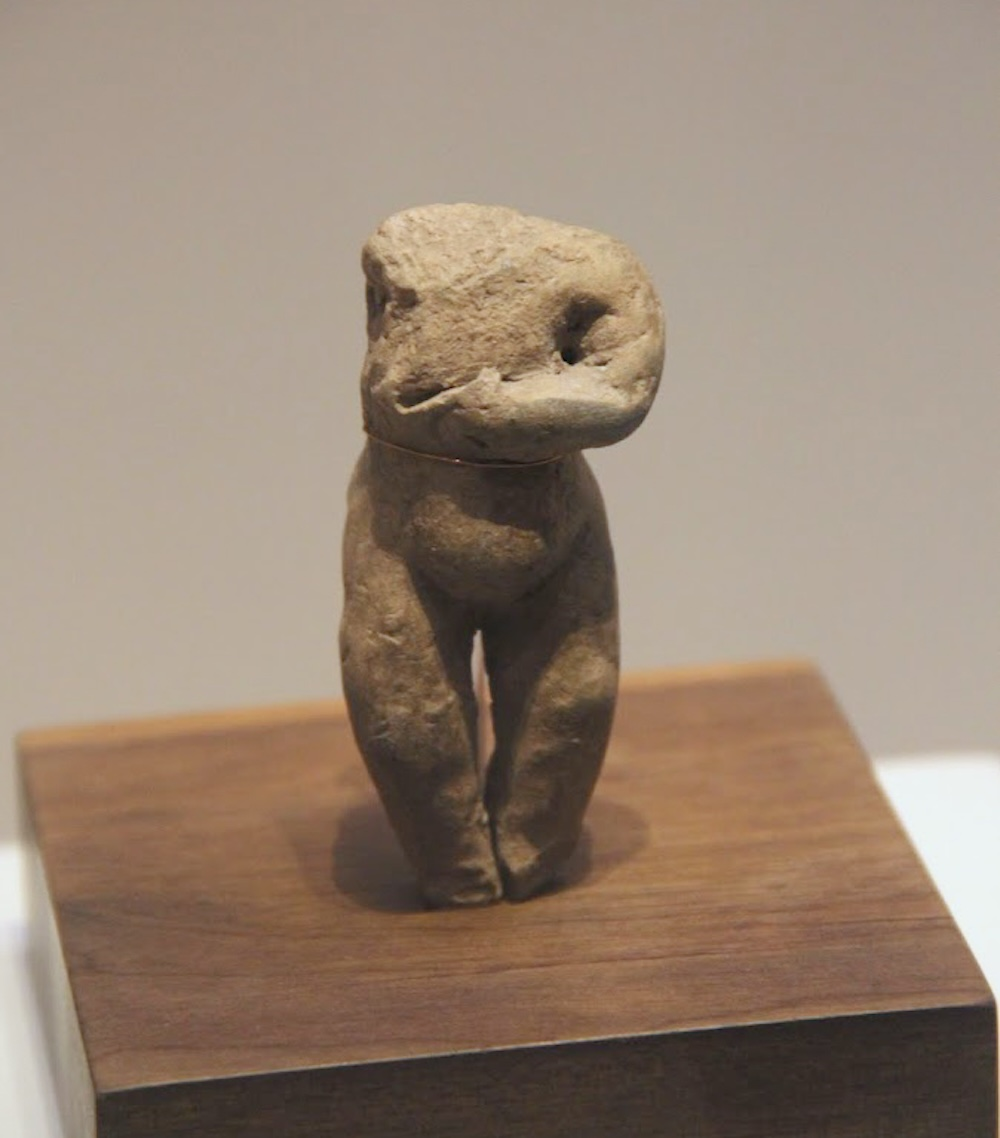
Torso femenino, 3500 a. C., Cultura Hongshan, Liaoning, 1982. Altura 7,8 cm. Terracota marrón rojizo. Museo Nacional de China

Niuheliang (Chino: 牛河梁) es un sitio arqueológico neolítico en la provincia de Liaoning, noreste de China, a lo largo del curso medio y superior del río Laoha y el río Yingjin (actualmente en la frontera de Chaoyang y el condado de Jianping). Descubierto en 1983, el sitio de Niuheliang pertenece a la cultura Hongshan (4700-2900 aC). Incluye evidencias religiosas, como un templo, un altar y un mojón.

## Descripción
Niuheliang es un gran sitio de enterramiento esparcido sobre las cimas de las colinas en un área de 50 kilómetros cuadrados. La altitud de Niuheliang varía entre 550 metros y 680 metros sobre el nivel del mar.
Niuheliang data del 3500-3000 a. C. Fue un centro de entierro y sacrificios a finales del período Hongshan. Hasta ahora no se han descubierto asentamientos residenciales en este lugar.

## Templo
El sitio cuenta con un templo único sobre una plataforma de marga, con un altar y un complejo de mojones, que cubre un área de alrededor de 5 km². El altar de Niuheliang estaba hecho de plataformas de piedra, sostenidas por cilindros de arcilla pintados. Un eje norte-sur conecta este complejo de templos con un pico central de las montañas Zhushan, también conocido como "Montaña de los cerdos". El complejo ritual subterráneo fue construido sobre una cresta y decorado con paredes pintadas, al que los arqueólogos chinos se refieren como el Templo de la Diosa, debido al descubrimiento de una cabeza femenina de arcilla con ojos incrustados de jade.
También se encontraron en Niuheliang dragones de cerdo y grandes figurillas de arcilla desnudas. Algunas de las figurillas tienes una escala hasta tres veces más grandes que los humanos de la vida real; el interior de las figurillas estaba estructurado con madera y paja.
Se descubrieron seis grupos de mojones cerca, al sur y al oeste del sitio del templo. Los principales bienes funerarios que acompañaban a las tumbas eran artefactos de jade, aunque la mayoría de las tumbas excavadas ya habían sido saqueadas.

### Interpretación
Según el excavador de este sitio, Guo Dashun, hay dos variedades de animales representados en los jades. Uno es un jabalí de ojos estrechos y hocico plano; el otro es un oso, representado por ojos redondos y orejas cortas y alegres. También encontró simbolismos similares de jabalíes y osos en las vasijas encontradas en el sitio de Xiaoheyan.
El oso ha sido ampliamente adorado en el noreste de Asia, como por los ainu en el norte de Japón y en Siberia. Por lo tanto, Guo Dashun, interpreta este lugar en sus relaciones con el contexto del noreste de Asia.
También se han señalado algunas similitudes con la cultura Xinglongwa (6200-5400 aC) del noreste de China.

## Estructura piramidal
Un año después de que el complejo de templo y mojones fuera descubierto, se descubrió cerca una estructura piramidal "disfrazada" como una colina conocida como Zhuanshanzi (轉山子), que se incluyó durante la dinastía Han (-206 ~ 220) en una sección de la Gran Muralla. Construido con tierra y piedra importada, su estructura es más elaborada que los mojones.
Este sitio contiene algunos de los elementos esenciales, templos, mojones y plataformas, presentes en el culto posterior a los antepasados de los chinos, como las tumbas Ming construidas 5000 años después.